# Polana gatunana
Polana gatunana är en insektsart som beskrevs av Delong och Wolda 1984. Polana gatunana ingår i släktet Polana och familjen dvärgstritar. Inga underarter finns listade i Catalogue of Life.